# …From the Pagan Vastlands
 (octobre 2017).
Si vous disposez d'ouvrages ou d'articles de référence ou si vous connaissez des sites web de qualité traitant du thème abordé ici, merci de compléter l'article en donnant les références utiles à sa vérifiabilité et en les liant à la section « Notes et références ».
Albums de Behemoth
The Return of the Northern Moon
(1992) And the Forests Dream Eternally
(1994)
…From the Pagan Vastlands est la troisième démo du groupe de Black metal polonais Behemoth. L'album est sorti en 1993 sous le label Pagan Records.
Une chanson ayant pour titre From the Pagan Vastlands apparaitra dans la liste des titres du premier album studio du groupe, qui est intitulé Sventevith (Storming Near the Baltic).
Le titre Deathcrush est une reprise du groupe de Black metal norvégien Mayhem. Ce titre provient de leur EP intitulé Deathcrush.

## Musiciens
- Adam "Nergal" Darski – chant, basse, guitare
- Rafał "Frost" Brauer – guitare
- Adam "Baal" Ravenlock – batterie, chant

### Musiciens de session
- S. K. – basse
- Czarek Morawski – claviers
- Rob "Darken" Fudali – effets sonores

## Liste des morceaux
| No | Titre                                 | Durée |
| -- | ------------------------------------- | ----- |
| 1. | From Hornedlands To Lindesfarne       | 5:59  |
| 2. | Thy Winter Kingdom                    | 5:20  |
| 3. | Summoning (Of The Ancient Ones)       | 4:58  |
| 4. | The Dance Of The Pagan Flames         | 4:02  |
| 5. | Blackvisions Of The Almighty          | 4:53  |
| 6. | Fields of Haar-Meggido                | 6:38  |
| 7. | Deathcrush (reprise du groupe Mayhem) | 3:22  |